# Hypoestes forskaolii
Espèce
Hypoestes forskaolii (Vahl) R. Br. est une espèce de plantes à fleurs de la famille des Acanthaceae et du genre Hypoestes, présente dans de nombreux pays d'Afrique et du Moyen-Orient.

## Étymologie
Son épithète spécifique rend hommage au naturaliste suédois Pehr Forsskål.

## Liste des sous-espèces
Selon Catalogue of Life (7 janvier 2018) :
- sous-espèce Hypoestes forskaolii subsp. forskaolii
- sous-espèce Hypoestes forskaolii subsp. hildebrandtii

Selon Tropicos (7 janvier 2018) (Attention liste brute contenant possiblement des synonymes) :
- sous-espèce Hypoestes forskaolii subsp. forskaolii
- sous-espèce Hypoestes forskaolii subsp. hildebrandtii (Lindau) I. Darbysh.